# フリードリヒ (シュレースヴィヒ＝ホルシュタイン＝ゾンダーブルク＝ヴィーゼンブルク公)
フリードリヒ（Friedrich von Schleswig-Holstein-Sonderburg-Wiesenburg, 1652年2月2日 - 1724年10月7日）は、シュレースヴィヒ＝ホルシュタイン＝ゾンダーブルク＝ヴィーゼンブルク家の第2代公爵。

## 生涯
シュレースヴィヒ＝ホルシュタイン＝ゾンダーブルク＝ヴィーゼンブルク公フィリップ・ルートヴィヒとその2番目の妻アンナ・マルガレーテ・フォン・ヘッセン＝ホンブルクの間の長男として生まれた。ハンガリー王国軍に陸軍中将として仕えた。デンマーク王室のエレファント騎士団騎士にも叙任された。1672年、レグニツァ公フリスティアンの娘シャルロッテと結婚したが夫婦仲は悪く、1680年には離別した。彼女との間に1人の息子をもうけた。
- レオポルト（1674年 - 1744年） - ヴィーゼンブルク公